# Liste des députés bruxellois (1999-2004)
Pour les articles homonymes, voir Liste des députés bruxellois.
Liste des députés pour la législature 2004-2009 au parlement bruxellois. Ils siègent du 29 juin 1999 au 13 juin 2004 et se composent de 64 députés francophones et 11 députés néerlandophones..

## Bureau
- Magda De Galan (PS), présidente
  - Jan Béghin (CD&V), 1er vice-président
    - Jean-Pierre Cornelissen (PRL-FDF), vice président
    - Philippe Debry (Ecolo), vice président
    - Marion Lemesre (PRL-FDF), vice-présidente
      - Willem Draps (PRL-FDF), secrétaire
      - Alain Daems (Ecolo), secrétaire
      - Bernard Clerfayt (PRL-FDF), secrétaire
      - Jean Demannez (PS), secrétaire
      - Johan Demol (VB), secrétaire
      - Guy Vanhengel remplace Sven Gatz (VLD), secrétaire

## Liste par groupe au parlement

### Groupe linguistique francophone (64)

#### PRL-FDF(27)
1. Eric André
2. Françoise Bertieaux (suppléante, puis 5.10.2001 effective) remplace Jacques De Grave
3. Jean-Jacques Boelpaepe
4. Danielle Caron
5. Bernard Clerfayt
6. Marc Cools, chef de groupe
7. Jean-Pierre Cornelissen
8. Olivier de Clippele
9. Yves de Jonghe d'Ardoye
10. Stéphane de Lobkowicz
11. Serge de Patoul
12. Amina Derbaki Sbai
13. Vincent De Wolf
14. Willem Draps  (empêché àpd 19.10.2000)
15. Dominique Dufourny (àpd 09.05.03)
16. Marion Lemesre
17. Claude Michel
18. Isabelle Molenberg
19. Mostafa Ouezekhti
20. Caroline Persoons  (suppléante, puis effective au 1.1.2002)  remplace Didier Gosuin
21. Marie-Jeanne Riquet 05.10.2001 remplace Isabelle Gelas
22. François Roelants du Vivier
23. Françoise Schepmans
24. Philippe Smits
25. Philippe van Cranem 06.06.2003 remplace Martine Payfa
26. Didier van Eyll
27. Alain Zenner (suppléant, puis au 14.07.03 effectif) remplace Alain Nimegeers (05.06.2003) qui remplace Armand De Decker

#### Ecolo(14 - 1)[1]
- Alain Adriaens
- Dominique Braeckman
- Alain Daems
- [2] Christos Doulkeridis remplace Isabelle Durant
- Paul Galand
- Marie-Rose Geuten 04.10.2002 remplace Evelyne Huytebroeck,chef de groupe
- Bernard Ide 27.04.2001 remplace Anne Herscovici
- Fouad Lahssaini
- Geneviève Meunier
- Yaron Pesztat
- [2] Anne-Françoise Theunissen
- Michel Van Roye 12.01.2001 remplace Philippe Debry
- Bernadette Wynants

#### Parti SocialistePS (13 + 1)[1]
- Mohamed Azzouzi
- Sfia Bouarfa
- Alain Bultot (11.1.02) remplace Isabelle Emmery remplace Alain Hutchinson  (empêché, ministre)
- Michèle Carthé
- Mohamed Daïf
- Willy Decourty
- Magda De Galan
- Isabelle Emmery remplace Eric Tomas (empêché àpd 1.1.02)
- Michel Moock
- Anne-Sylvie Mouzon  (suppléante jusqu'au 14.06.2001)  remplace Jean Demannez
- Mahfoudh Romdhani
- Fatiha Saidi[1]
- Joseph Parmentier (11.1.02) remplace Alain Bultot remplace Françoise Dupuis
- Rudi Vervoort, chef de groupe

#### PSC(6)
- Benoit Cerexhe
- Béatrice Fraiteur[3]
- Julie de Groote
- Denis Grimberghs
- Michel Lemaire remplace Joëlle Milquet
- Joël Riguelle

#### FN(2)
- Guy Hance
- Audrey Rorive remplace Daniel Feret

#### Front nouveau de Belgique(1)
- Marguerite Bastien

#### VIVANT(1)
- Albert Mahieu

### Groupe linguistique néerlandophone (11)

#### Vlaams Blok(4)
- Erik Arckens
- Johan Demol
- Dominiek Lootens-Stael, chef de groupe
- Jos Van Assche

#### CVP(3)
- Jan Béghin
- Brigitte Grouwels, chef de groupe
- Walter Vandenbossche 1.1.2002 remplace Jos Chabert

#### VLD-VU-O (2)
- Sven Gatz, chef de groupe
- Guy Vanhengel remplace Annemie Neyts-Uyttebroeck 29.06.1999-12.10.2000

#### sp.a-AGALEV(2)
- Robert Delathouwer 15.09.2003 remplace Rufin Grijp (†) (Sp.a)
- Yamila Idrissi (Sp.a) (14.11.2003) remplace Anne Van Asbroeck (Sp.a) (06.06.2003) remplace Adelheid Byttebier (AGALEV)